# Historia de Mauritania
La historia de Mauritania se remonta al siglo III. Mauritania debe su nombre al antiguo reino bereber de Mauretania.

## Antes de la colonización europea
Durante el Neolítico, surgió la primera civilización conocida del territorio en la zona de Adrar-Tagant. El clima húmedo que entonces tenía la zona permitió el surgimiento de esta civilización, sedentaria y dedicada tanto a la ganadería como a la agricultura. En la zona de Dhar Tishit, el sistema agrícola se mantuvo entre el 2000 y el 300 a. C. Luego desaparece durante casi un milenio. La región se fue desecando paulatinamente y los lagos que antes existían desaparecieron.
En la región de Adrar, se asentaron los bafur, venidos probablemente de la zona de Draa, que trajeron consigo métodos de irrigación y el cultivo de la palmera. Sedentarios, se dedicaban principalmente al cultivo en los oasis. Eran probablemente bereberes cenhegíes. Según la tradición, sus centros eran pujantes en el siglo XI, si bien no contaban con gran población y fueron luego absorbidos por los pastores bereberes que llegaron más tarde a la región. En ella se asentaron también entre los siglos IV y VIII los pastores cenhegíes, emparentados culturalmente con los sedentarios bafur.
Desde los siglos III y IV, la migración de tribus bereberes desde el norte de África desplazó a los Bafours, los habitantes originarios de la actual Mauritania y los ancestros de los Soninké. Los Bafours eran gente principalmente agrícola, entre los primeros pueblos saharianos en abandonar su estilo de vida históricamente nómada. Con la desecación gradual del Sahara, se dirigieron hacia el sur. Siguiéndolos vino una migración, no solo de saharianos en el oeste de África, sino también de bereberes y árabes. Ya en el siglo XI a. C., el antaño pequeño pueblo bafur había creado un gran imperio Soninké, rico y poderoso. Igualmente, en el norte, la población árabe-bereber había logrado un impresionante imperio propio, cuyo territorio se extendía cruzando el Mediterráneo hacia la península ibérica. Por otro lado, las tribus bereberes locales, aunque influyentes, permanecieron lejos del poder, habiendo sido conquistados por los Soninké.
Por las mismas fechas, los Gangara, agricultores de secano dependientes de las lluvias, habitaban el centro de Mauritania —Trab el-Hajra— y la región de Assaba.
En el año 1076, monjes guerreros islámicos (almorávides o Al Murabitun) atacaron y conquistaron el antiguo imperio de Ghana. A partir del siglo XIII, comenzó a llegar a la región una serie de grupos árabes conocidos conjuntamente como Beni Hassan, que se apoderaron de ella, ocupando la posición de guerreros que hasta entonces había sido de los cenhegíes. Para entonces la sociedad regional estaba bastante jerarquizada y en la cúspide de la pirámide se hallaba el grupo militar, primero bereber cenhegí y luego árabe. Por debajo se encontraba el estrato de pescadores, pastores y mercaderes, fundamentalmente cenhegí y más abajo aún, los agricultores y cazadores y los esclavos.
Durante casi quinientos años, los árabes opusieron fiera resistencia a la población local (bereberes y no bereberes), llegando a dominar Mauritania. 
La Guerra de los Treinta Años Mauritana (1644-74) fue el infructuoso esfuerzo final por repeler a los invasores yemenitas árabes Maqil encabezados por la tribu de Beni Hassan. Los descendientes de los guerreros yemenitas de Beni Hassan llegaron a ser el estrato superior de la sociedad morisca. Los bereberes retuvieron la influencia ya que de entre ellos procedían la mayoría de los morabitos de la región —aquellos que preservan y enseñan la tradición islámica—. Muchas de las tribus bereber proclamaron el origen de Yemen; hay pocas evidencias sobre que esto sea cierto, aunque algunos estudios sí vinculan una conexión entre los dos. El hassanía, un dialecto árabe principalmente oral, influenciado por el bereber, cuyo nombre deriva del de la tribu yemenita de Beni Hassan, se convirtió en la lengua dominante entre la población mayoritariamente nómada. Se desarrollaron castas de aristócratas y sirvientes: los moros "blancos" (la aristocracia), kewri (los pueblos indígenas que nunca fueron esclavizados), y los moros "negros" o haratin (la clase esclavizada).

## Colonización
Francia coloniza Mauritania al comienzo del siglo XX. Dicha colonización trajo consigo prohibiciones legales contra la esclavitud y obligación de poner fin a las guerras entre clanes. Durante el periodo colonial, la población siguió siendo nómada, pero muchos pueblos sedentarios, cuyos ancestros habían sido expulsados siglos antes, comenzaron a retornar a Mauritania.
En 1957, cuando aún era colonia francesa, Marruecos reivindica Mauritania en la ONU. En 1960 Marruecos reconoce la independencia del país y el 28 de noviembre de ese año se proclama definitivamente la misma, fundándose la capital Nuakchot en el sitio donde estaba emplazada una pequeña villa colonial, el Ksar, cuando todavía el 90 % de la población era nómada. Con la independencia, grandes números de pueblos indígenas (Haalpulaar, Soninké, y Wólof) entraron a Mauritania, trasladándose al área norte del río Senegal. Educados en idioma y costumbres francesas, muchos de estos recién llegados se convirtieron en oficinistas, soldados y administradores en el nuevo estado.

## Independencia y gobierno civil
La crisis política en Francia que vio el nacimiento de la Quinta República francesa en 1958 requirió una nueva constitución francesa. Esta fue votada en el referéndum de 1958 y aplicaría en la colonia de Mauritania desde septiembre de 1958. Esta nueva constitución preveía la formación de la Comunidad Francesa cuyos miembros serían repúblicas autónomas.  
La condición de miembro autónomo de la Comunidad francesa no convenció a los Mauritanos debido a la ola de nacionalismo que envolvió al continente africano. 
Tan pronto como se proclamó la República Islámica de Mauritania en octubre de 1958, la Asamblea Territorial cambió su nombre a Asamblea Constituyente e inmediatamente comenzó a trabajar para redactar una constitución nacional; el documento fue adoptado por unanimidad por la Asamblea Constituyente en marzo de 1959 en lugar de la constitución francesa, y el 28 de noviembre de 1960, Mauritania declaró su independencia.
La conformación de una nueva entidad política fue un desafío en un país en el que el desmoronamiento gradual de una jerarquía tribal bien arraigada y su autoridad aún estaban en marcha. Además, la sociedad predominantemente nómada de Mauritania no estableció  agencias administrativas; en consecuencia, se formaron numerosos partidos políticos alrededor de aquellos líderes que ya ejercían autoridad tribal. La mayoría de la población, con tradiciones nómadas "descentralizadas", en las que la influencia no siempre pasaba directamente de padre a hijo, la tierra no era propiedad de individuos y la riqueza material se distribuía ampliamente en lugar de concentrarse en unas pocas manos, finalmente aceptó un gobierno centralizado.
Con el advenimiento de la independencia, los líderes del partido reconocieron la necesidad de consolidarse para garantizar el establecimiento de un gobierno fuerte e independiente que también representara la diversidad regional y étnica de Mauritania.  
En consecuencia, hubo una tendencia por parte de algunos a tratar de dejar de lado sus diferencias. El presidente Moktar Ould Daddah pudo obtener gradualmente el apoyo de numerosos partidos de oposición debido a su voluntad demostrada de incluir en su gobierno a aquellos que se habían opuesto a él. Por lo tanto, incluso después de que Daddah acusó al Partido del Renacimiento Nacional de Mauritania (Nahda) de corrupción, prohibió al partido participar en las elecciones a la primera Asamblea Nacional de Mauritania en mayo de 1959, declaró ilegal al partido y puso a cinco de sus líderes bajo arresto, Nahda aún respondió al llamamiento urgente de Daddah para preservar la unidad y la independencia.
En una nueva elección, celebrada de conformidad con las disposiciones de la nueva constitución en agosto de 1961, Nahda hizo campaña por Daddah, que ganó las elecciones con el apoyo adicional del partido negro, la Unión Nacional de Mauritania. El nuevo gobierno formado en septiembre de 1961 incluía representantes del Nahda y de la Unión Nacional de Mauritania en importantes ministerios. Esta coalición electoral, luego gubernamental, se formalizó en octubre de 1961 con la consolidación del Partido Popular de Mauritania (Parti du Peuple Mauritanienne, PPM) conformado por el Partido de Reagrupamiento de Mauritania, el Nahda, la Unión Nacional de Mauritania y la Unión Socialista Musulmana de Mauritania. El 25 de diciembre de 1961, el Parti du Peuple se constituyó como único partido legal. Sus políticas incluían una política exterior de no alineación y oposición a los lazos con Francia.
Para obtener el apoyo de los negros, Daddah incluyó a dos negros en su gabinete. Además, la Asamblea Nacional estaba compuesta por 10 negros y 20 maures; y era encabezada por un negro. El Parti du Peuple proclamó a Mauritania como un estado de partido único en 1964, y la Asamblea Nacional aprobó una enmienda constitucional en 1965 que institucionalizó al Parti du Peuple como el único partido legal en Mauritania. Así, Daddah, el secretario general del partido, concentró aún más el poder. La oposición organizada será restringida a la oposición dentro del partido.

### Tensiones emergentes
El estricto control de la vida política por parte del Parti du Peuple reforzó el sistema centralizado. La imposición del gobierno de un solo partido sobre una población diversa reforzó las tensiones, especialmente entre la población negra del sur, que temía la dominación árabe. Sus temores se vieron exacerbados por la decisión de 1966 de hacer que el estudio del árabe hassaniya sea obligatorio en las escuelas secundarias y la decisión en 1968 de hacer del árabe Hassaniya, además del francés, idioma oficial. Las diferencias sobre cuestiones lingüísticas y raciales causaron posteriormente huelgas y manifestaciones de estudiantes y sindicalistas en 1968, 1969 y 1971; todas las manifestaciones fueron reprimidas severamente por el gobierno, que en 1966 había prohibido la discusión de problemas raciales. Existían otras tensiones entre los negros y los maures, que todavía se consideraban miembros de una clase de esclavos a pesar de que la esclavitud había sido prohibida por los franceses y por la Constitución de Mauritania.
Las divisiones políticas dentro del movimiento sindical estallaron, causando que el movimiento se dividiera en 1969 en dos facciones, una que favorecía la integración en el Parti du Peuple y la otra presionando por una forma independiente de sindicalismo. El Parti du Peuple, ignorando a la última facción, integró los sindicatos en 1972. Se tomó esta decisión producto de una serie de huelgas a fines de 1971, que cerraron por dos meses la mina de hierro operada por la Mauritanian Iron Mines Company (Société Anonyme des Mines de Fer de Mauritanie, MIFERMA). Poco después de la integración de los sindicatos, se formó un movimiento sindical no oficial, y en 1973 se creó un partido político de izquierda clandestino, el Partido Kadihine de Mauritania. Otro grupo clandestino, el Partido de la Justicia de Mauritania, se formó en 1974 y pidió más libertad política.

### Radicalización
En 1969, Marruecos reconoció oficialmente a Mauritania, el gobierno siguió una agenda política más radical para reducir su dependencia económica de Francia. El primer paso importante hacia este objetivo se dio en 1972, cuando el gobierno anunció que revisaría los acuerdos firmados con Francia en la independencia y firmaría nuevos acuerdos más estrictos sobre cooperación cultural, técnica y económica en 1973. Los nuevos acuerdos sobre cooperación militar y monetaria fueron eliminados de manera deliberada, y Mauritania pronto declaró su intención de abandonar la Unión Monetaria de África Occidental y la Zona Franca e introducir su propia moneda, la Uguiya, con el respaldo de Argelia y otros países árabes. En 1974, MIFERMA (Société Anonyme des Mines de Fer de Mauritanie), que estaba controlada por los intereses franceses y proporcionaba el 80 por ciento de las exportaciones nacionales, fue nacionalizada y se cambió el nombre a Sociedad Nacional de Minería e Industria (Société Nationale Industrielle et Minière, SNIM). En 1974, Mauritania se unió a la Liga Árabe. Durante el congreso de agosto de 1975 del Parti du Peuple, presidente Daddah presentó una carta que pedía una democracia islámica, nacional, centralista y socialista. La carta fue tan popular que tanto el Partido Kadihine de Mauritania como el Partido de la Justicia de Mauritania retiraron su oposición al gobierno de Daddah.
A principios de la década de 1970, el gobierno de Daddah hizo algunos progresos hacia el logro de la unidad nacional y la independencia económica. Hubo dificultades económicas debido a la sequía saheliana que duró de 1969 a 1974. Miles de nómadas emigraron a barrios marginales fuera de las ciudades, aumentando la población urbana del 8 por ciento al 25 por ciento de la población entre 1962 y 1975. Pero otros problemas obligaron a los líderes de Mauritania a cambiar su enfoque de eventos internos a externos: la descolonización del vecino Sáhara Occidental a fines de 1975; la posterior ocupación de ese antiguo territorio español por Marruecos y Mauritania; y la lucha de liberación de los pueblos indígenas del Sáhara Occidental, que involucró a Mauritania en una guerra larga y costosa.

## Conflicto en el Sáhara Occidental
Hasta finales del siglo XIX, el Sáhara Occidental, una tierra habitada por los nómadas saharauis, había permanecido en gran medida libre de cualquier autoridad central. Pero cuando las potencias coloniales europeas en competencia se embarcaron en su división de África, España reclamó el Sáhara Occidental. España históricamente había tenido interés en el territorio, principalmente porque se encontraba cerca de las Islas Canarias, de propiedad española. En 1884, España ocupó el Sáhara Occidental y permaneció hasta 1976.
Durante los primeros cincuenta años después de la ocupación, los ocupantes españoles limitaron su presencia a varios enclaves costeros en lo que entonces se llamaba el Sahara español. No fue hasta la década de 1950, tras el descubrimiento de grandes depósitos de fosfato en BuCraa, que se desarrolló el nacionalismo saharaui. Por primera vez, el Sahara español parecía valioso para la población indígena, así como para los gobiernos de Marruecos, Argelia y Mauritania. El descubrimiento de los depósitos también renovó la rivalidad histórica entre Argelia y Marruecos, que alentaron la agresión saharaui contra los ocupantes españoles. En 1973, varios grupos indígenas del Sahara español formaron el Frente Polisario, con el objetivo de independizarse de España.
A mediados de la década de 1970, el gobierno de España parecía dispuesto a renunciar al territorio. La situación internacional como el repentino colapso del imperio de Portugal en África y la consiguiente liberación de Mozambique y Angola aumentaban la intención. Mauritania y Argelia en las Naciones Unidas mostraron su oposición a la ocupación española. El gobierno español renunció al Sahara español en febrero de 1976 y el territorio, rebautizado como el Sahara Occidental fue repartido entre Marruecos y Mauritania. España excluyó a Argelia de la repartición.

### Antecedentes de la política mauritana

#### El factor marroquí
El papel de Mauritania en el conflicto del Sáhara Occidental fue influenciado por las amenazas percibidas y reales del expansionismo marroquí. En la década de 1950, Marruecos gestaba su imperialismo sembrando la idea de un Gran Marruecos, que incluía todo el territorio mauritano, basado en una lealtad histórica al sultán marroquí como líder religioso. Para empeorar las cosas, la mayoría de los estados de la Liga Árabe, la Unión Soviética, varios estados africanos progresistas y grupos dentro de Mauritania apoyaban esta posición. Por ejemplo, el líder de la Entente mauritana Horma Ould Babana afirmó que una unión con Marruecos protegería los derechos de los maures de la invasión de la población negra.
Después de que Marruecos finalmente reconoció la independencia de Mauritania en 1969, nueve años después de que Francia la concediera, y retiró su reclamo al territorio mauritano, el gobierno del Daddah siguió temiendo las intenciones marroquíes. Con esto en mente, Mauritania favoreció el uso del Sahara Occidental como estado tapón entre este y Marruecos, ya sea controlando todo o parte del Sahara Occidental o creando un estado independiente.

#### Factores internos
Desde la independencia hasta mediados de la década de 1970, la política de Mauritania sobre el Sáhara Occidental vaciló cuando el gobierno buscó equilibrar sus propios intereses con los de un Marruecos más poderoso. Hasta 1974, el gobierno de Daddah apoyó la autodeterminación para el Sáhara Occidental, que se ejercería mediante referéndum, imaginando que los saharauis elegirían unirse a Mauritania. Esta suposición era razonable: había estrechos lazos étnicos entre los saharauis y los maures; un gran número de nómadas saharauis habían emigrado a Mauritania; y muchos maures vivían en el Sáhara Occidental. Sin embargo, durante el período de 1974 a 1975, después de que Marruecos dejó en claro su intención de ocupar el Sáhara Occidental, Mauritania siguió políticas llenas de contradicciones. Para complacer a la comunidad internacional, de la cual Mauritania dependía de la ayuda económica, Daddah continuó apoyando la política de autodeterminación para la población saharaui. Pero para complacer a los maures dominantes de Mauritania, el gobierno reintrodujo el concepto de Gran Mauritania, afirmando los derechos del país sobre todo el Sáhara Occidental. Una tercera política, que reconoce la realidad del poder marroquí, pidió la repartición del Sáhara Occidental. .

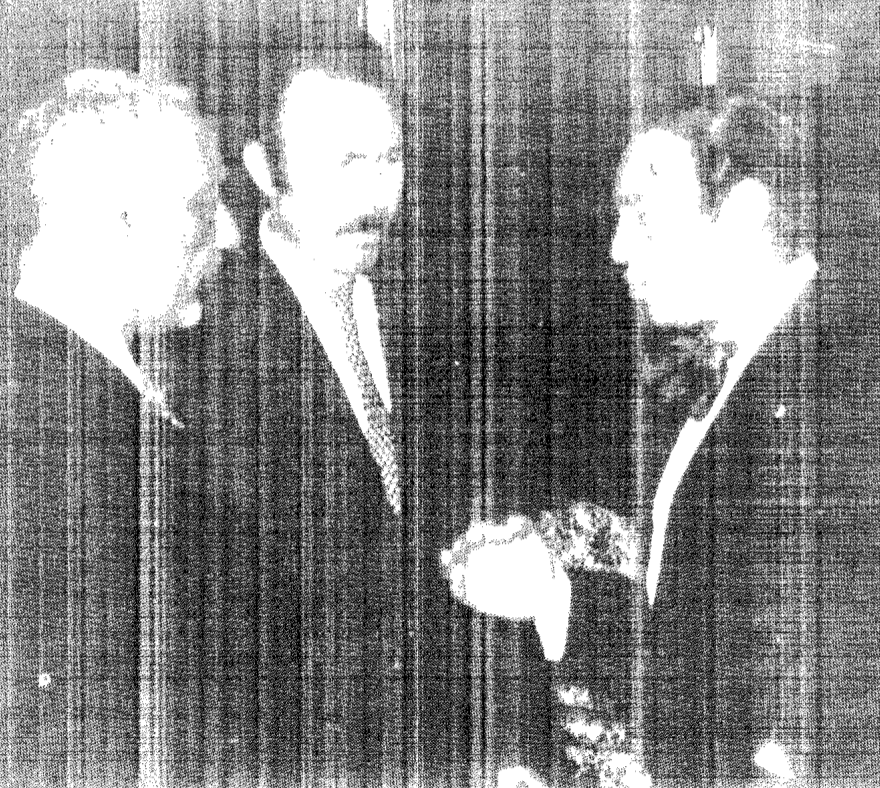
Presidente Moktar Ould Daddah de Mauritania, presidente Houari Boumédiène de Argelia y el rey Hassan II de Marruecos en 1973 en Agadir

La campaña de Mauritania para anexar Tiris al Gharbiyya (la provincia meridional del Sáhara Occidental) no tuvo mucho apoyo dentro de Mauritania. Algunos mauritanos favorecieron en su lugar la plena integración del Sáhara Occidental, mientras que otros, que se identificaron como refugiados saharauis, apoyaron la independencia. La oposición más contundente fue la de la población negra del sur de Mauritania, que vio el posible aumento en el número de Maures como amenaza.

#### Acuerdos de Madrid
A principios de 1975, tanto Marruecos como Mauritania acordaron cumplir con la decisión de la Corte Internacional de Justicia sobre el estado del Sahara español, pero cuando el tribunal dictaminó en octubre de 1975 que ninguno de los países tenía derecho a reclamar la soberanía sobre el territorio, ambos gobiernos decidieron ignorar la decisión. En noviembre de 1975, concluyeron los Acuerdos de Madrid con España en virtud de los cuales Marruecos adquirió los dos tercios del territorio del norte, mientras que Mauritania adquirió el tercio del sur. El acuerdo también incluía la condición de que España retendría acciones en la empresa minera BuCraa. Mauritania accedió a los acuerdos, temía que Marruecos, con su poder militar superior, de lo contrario habría absorbido todo el territorio.

### Guerra de Tiris al-Gharbiyya
En 1976, cuando las tropas mauritanas ocuparon la provincia de Tiris al Gharbiyya en el Sáhara Occidental, según los términos de los Acuerdo Tripartito de Madrid, el Frente Polisario les declaró la guerra. La lucha se prolongaría durante dos años, agotando una economía improvisada, provocando conflictos étnicos y causando gran número de bajas. El costo directo de la empresa colonial de Mauritania resultó exorbitante. Mauritania aumentó rápidamente sus fuerzas armadas de solo 3000 a principios de 1976 a aproximadamente 12 000 a principios de 1977. A mediados de 1978, las fuerzas armadas mauritanas sumaban entre 15 000 y 17 000. Entre 1975 y 1977, los gastos del gobierno aumentaron en un 64 por ciento, la mayoría de los cuales se asignaron a defensa. Esta acumulación militar ejerció una gran carga sobre la débil economía y desvió fondos para proyectos de desarrollo. Lo que más molesto a la población fue un impuesto especial de defensa, que el gobierno recaudó a toda la población. a pesar del impuesto, el país estaba al borde de la bancarrota a fines de 1977. Además, a medida que avanzaba la guerra, el poder del ejército mauritano creció, contribuyendo a la desunión interna y a un gobierno civil débil incapaz de resolver los problemas de la construcción de la nación.
Con más de 6400 kilómetros de fronteras indefensas con Malí y Argelia, Mauritania era muy vulnerable a los ataques de la guerrilla del Frente Polisario, que estaba armada y apoyada por Argelia. La incapacidad del gobierno para proteger las principales ciudades de Mauritania, incluso la capital Nouakchott, que fue atacada en junio de 1976, aumentó los temores de que las tropas marroquíes atacaran Mauritania, con la excusa de capturar a la guerrilla, y actuaran como vanguardia expansionista. También se temía un posible plan por parte del enemigo de Marruecos, Argelia, para reemplazar el gobierno de Daddah por un títere.

#### Participación de países extranjeros
Por su parte, los estrategas del Frente Polisario se enfocaron en sacar a Mauritania del conflicto y luego dirigir sus esfuerzos contra las fuerzas marroquíes. A mediados de 1977, el Frente Polisario lanzó una ofensiva general contra Mauritania para paralizar su economía e incitar a la oposición interna a la guerra, con la esperanza de que el gobierno se retirara del conflicto o fuera derrocado por alguien más que simpatizara con la causa del Frente Polisario. En mayo, los guerrilleros del Frente Polisario atacaron las operaciones del Société Nationale Industrielle et Minière en Zouîrât, matando a dos técnicos franceses y capturando a otros seis. Los expatriados restantes en Zouîrât se fueron inmediatamente, y Mauritania solicitó ayuda a Marruecos. En junio de 1977, el comando militar de Marruecos se fusionó con Mauritania en el Consejo Supremo de Defensa, y 600 tropas marroquíes llegaron para proteger a Zouîrât. Tras nuevos ataques contra el ferrocarril que une las minas de hierro Société Nationale Industrielle et Minière con el puerto de Nuadhibú, el gobierno de Mauritania solicitó, y recibió ayuda militar de Francia. En diciembre de 1977, aviones franceses, como primera acción, atacaron a los guerrilleros del Frente Polisario que regresaban de las incursiones en Mauritania.
Varios estados árabes productores de petróleo, como Arabia Saudita, Kuwait y Abu Dabi, proporcionaron a Mauritania una ayuda significativa para contener el fervor revolucionario defendido por el Frente Polisario. Entre 1976 y 1978, Arabia Saudita, proporcionó fondos que equivalían al doble del presupuesto anual de Mauritania.
A pesar de la ayuda militar, Mauritania no pudo evitar que el Frente Polisario volviera a bombardear Nouakchott por segunda vez, en julio de 1977. El ataque con cohetes contra la capital sorprendió al gobierno Daddah, quien reorganizó tanto el ejército como el gobierno, nombrando por primera vez un oficial militar para el cargo de ministro de defensa. Daddah anteriormente se había resistido a traer a los militares a su gobierno civil por temor a una toma de posesión militar.
A finales de 1977, el Daddah enfrentó una creciente oposición a la guerra y a su administración. En el ejército, los reclutas negros del sur, que formaban la mayoría de las tropas terrestres, tenían poco interés en combatir a las guerrillas del Frente Polisario en el norte. Además, a los civiles negros les molestaba tener que pagar un impuesto para apoyar una guerra entre árabes. Además, muchos soldados maures simpatizaban con los objetivos del Frente Polisario, con quienes compartían lazos étnicos. Finalmente, los nacionalistas anti-marroquíes dentro del Parti du Peuple se opusieron a la guerra alegando que le dio oportunidades de expandir su influencia a Marruecos.

#### Derrocamiento del régimen de Ould Daddah
Las dificultades económicas debilitaron al régimen de Daddah. Durante 1977, los gastos de defensa aumentaron a medida que disminuyó la demanda internacional de mineral de hierro (la principal fuente de divisas de Mauritania, véase Minería en Mauritania ). Las condiciones de sequía que devastaron los cultivos y los rebaños tensaron aún más la economía. Mauritania sobrevivió solo con la ayuda de subvenciones y préstamos de Arabia Saudita, Francia, Marruecos y Libia.
En enero de 1978, durante un congreso especial del Parti du Peuple, Daddah intentó sin éxito buscar un camino para salir de la guerra del Sáhara Occidental; sin embargo, el líder cada vez más aislado demostró ser incapaz de emprender iniciativas diplomáticas o políticas. Además, las relaciones entre Daddah y los altos oficiales del ejército se tensaron debido a que constantemente cambiaba de altos cargos de puesto para protegerse contra un posible golpe.
En febrero de 1978, en un movimiento desesperado, Daddah nombró al coronel Mustapha Ould Salek como comandante del ejército. A fines de la década de 1960, Daddah había relegado a Salek, sospechoso de inclinaciones pro-francesas, al cuerpo de reserva. (Salek había entrado en servicio activo solo en 1977, cuando fue nombrado comandante de la Tercera Región Militar, en Atar, y las relaciones entre Daddah y Salek todavía eran tensas) El 10 de julio de 1978, el recién nombrado comandante del ejército dirigió un grupo de oficiales menores que derrocaron el gobierno de Daddah de forma incruenta después de gobernar el país dieciocho años.

### Golpe de Estado de 1979
El golpe de Estado mauritano de 1979 fue un golpe militar en Mauritania que tuvo lugar el 6 de abril de 1979. El golpe fue dirigido por el coronel Ahmed Ould Bouceif y el coronel Mohamed Khouna Ould Haidalla, quienes arrebataron el poder al presidente, el coronel Mustafa Ould Salek, y a la Comité Militar para la Recuperación Nacional (CMRN), la junta militar gobernante, creada después de un golpe anterior en 1978.

### Golpe de Estado de 1980
El golpe de Estado de Mauritania de 1980 fue un golpe militar en Mauritania que tuvo lugar el 4 de enero de 1980. El golpe fue dirigido por el primer ministro, el coronel Mohamed Khouna Ould Haidalla, que arrebató el poder al presidente, el teniente coronel Mohamed Mahmoud Ould Louly. Haidalla había asumido la presidencia del gobernante Comité Militar para la Salvación Nacional (CMSN), una junta militar creada tras un golpe anterior en 1979.

### Golpe de Estado de 1984
El golpe de Estado de Mauritania de 1984 fue un golpe militar incruento en Mauritania que tuvo lugar el 12 de diciembre de 1984. El golpe fue encabezado por el jefe del Estado Mayor del Ejército, el coronel Maaouya Ould Sid'Ahmed Taya, que tomó el poder en la capital Nuakchot mientras el presidente, coronel Mohamed Khouna Ould Haidalla, se encontraba fuera del país. Haidalla asistía a una cumbre francófona en Buyumbura, Burundi. Taya había asumido la presidencia del gobernante Comité Militar para la Salvación Nacional (CMSN), de 24 miembros, una junta militar creada tras un golpe anterior en 1979.
Los informes de Nuakchot dijeron que el golpe no había causado perturbaciones y que los negocios seguían normales. Los refuerzos militares eran evidentes cerca de las estaciones de radio y televisión y de algunos edificios públicos, según los informes.